# Club Deportivo Ávila Vóley
Il Club Deportivo Ávila Vóley è stata una società pallavolistica femminile spagnola con sede ad Avila, che in precedenza giocava sotto il nome di Caja de Ávila - CSC, dopo aver firmato nel 2004 la cessione dei diritti al nuovo club.
La stagione 1994-1995 vince la Coppa della Regina e arrivando finalista 3 volte. Grazie a questa vittoria partecipa per la prima volta alla Coppa CEV, dove arriva 4º nella stagione 2002-03 e 3º nella stagione successiva.
Il 5 giugno 2006 viene ufficializzata la scomparsa del club e nel campionato al suo posto subentra la squadra dell'Università di Valencia.

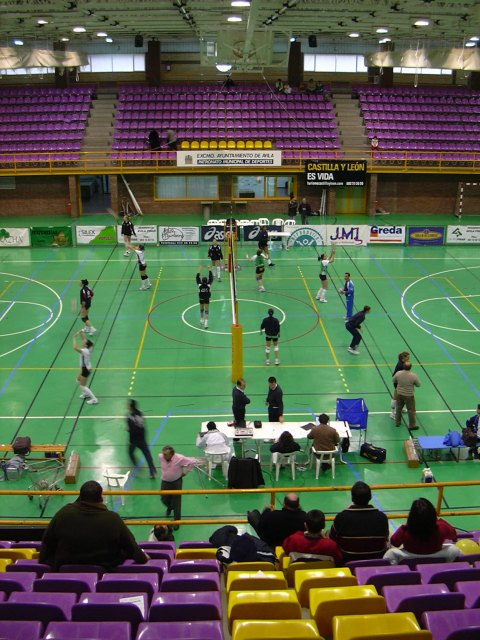
L' Ávila Voley nel padiglione di San Antonio.

## Palmarès

### Competizioni nazionali
- Coppa della Regina: 1

1994-95

## Organico

### Rosa 2005-2006
| N° | Nome             | Ruolo | Data di nascita   | Nazionalità sportiva |
| -- | ---------------- | ----- | ----------------- | -------------------- |
| 1  | Celina Crusoe    | P     | 22 settembre 1974 | Argentina            |
| 2  | Corina del Valle | P     | 1 giugno 1969     | Spagna               |
| 3  | Sara Sarmiento   | C     | 12 marzo 1987     | Spagna               |
| 5  | Monica Bahnson   | C     | 31 ottobre 1974   | Argentina            |
| 6  | Lidia Gonzalez   | S     | 7 luglio 1985     | Spagna               |
| 7  | Leslie finn      | S     | 31 marzo 1983     | Stati Uniti          |
| 8  | Maria Jose Ruiz  | L     | 12 dicembre 1977  | Spagna               |
| 9  | Rocio Ruiz       | S     | 31 dicembre 1982  | Spagna               |
| 10 | Michelle Collier | S     | 4 giugno 1980     | Brasile              |
| 11 | Melissa Vieites  | O     | 3 giugno 1987     | Spagna               |
| 12 | Verónica Gómez   | O     | 30 agosto 1985    | Venezuela            |
| 13 | Michelle Knox    | C     | 12 novembre 1980  | Stati Uniti          |